# Étoile de Bessèges 2003
L'Étoile de Bessèges 2003, trentatreesima edizione della corsa, si svolse dal 5 al 9 febbraio su un percorso di 766 km ripartiti in 5 tappe. Fu vinta dall'italiano Fabio Baldato della Alessio davanti al danese Michael Skelde e al francese Franck Bouyer. Si trattò della prima vittoria di un ciclista italiano in questa competizione.

## Tappe
| Tappa  | Data       | Percorso                         | km    | Vincitore di tappa | Leader cl. generale |
| ------ | ---------- | -------------------------------- | ----- | ------------------ | ------------------- |
| 1ª     | 5 febbraio | Saint-Cannat > Sainte-Tulle      | 153,5 | Fabio Baldato      | Fabio Baldato       |
| 2ª     | 6 febbraio | Marsiglia > Marsiglia            | 154   | Jo Planckaert      | Fabio Baldato       |
| 3ª     | 7 febbraio | Nîmes > Allègre-les-Fumades      | 160   | Tom Steels         | Fabio Baldato       |
| 4ª     | 8 febbraio | Alès > La Grande Combe           | 150,5 | Robbie McEwen      | Fabio Baldato       |
| 5ª     | 9 febbraio | Branoux-les-Taillades > Bessèges | 148   | Jaan Kirsipuu      | Fabio Baldato       |
| Totale | Totale     | Totale                           | 766   |                    |                     |

## Dettagli delle tappe

### 1ª tappa
- 5 febbraio: Saint-Cannat > Sainte-Tulle – 153,5 km

| Pos. | Corridore      | Squadra        | Tempo    |
| ---- | -------------- | -------------- | -------- |
| 1    | Fabio Baldato  | Alessio        | 3h47'06" |
| 2    | Franck Bouyer  | Brioches La B. | s.t.     |
| 3    | Michael Skelde | Fakta          | s.t.     |

| Pos. | Corridore      | Squadra        | Tempo    |
| ---- | -------------- | -------------- | -------- |
| 1    | Fabio Baldato  | Alessio        | 3h46'56" |
| 2    | Franck Bouyer  | Brioches La B. | a 3"     |
| 3    | Michael Skelde | Fakta          | a 4"     |

### 2ª tappa
- 6 febbraio: Marsiglia > Marsiglia – 154 km

| Pos. | Corridore       | Squadra       | Tempo    |
| ---- | --------------- | ------------- | -------- |
| 1    | Jo Planckaert   | Cofidis       | 4h16'31" |
| 2    | Geert Verheyen  | Marlux        | s.t.     |
| 3    | Laurent Lefèvre | Jean Delatour | s.t.     |

| Pos. | Corridore      | Squadra        | Tempo    |
| ---- | -------------- | -------------- | -------- |
| 1    | Fabio Baldato  | Alessio        | 8h03'25" |
| 2    | Michael Skelde | Fakta          | a 5"     |
| 3    | Franck Bouyer  | Brioches La B. | a 6"     |

### 3ª tappa
- 7 febbraio: Nîmes > Allègre-les-Fumades – 160 km

| Pos. | Corridore     | Squadra         | Tempo    |
| ---- | ------------- | --------------- | -------- |
| 1    | Tom Steels    | Landbouwkrediet | 3h57'50" |
| 2    | Robbie McEwen | Lotto-Domo      | s.t.     |
| 3    | Jaan Kirsipuu | AG2R            | s.t.     |

| Pos. | Corridore      | Squadra        | Tempo     |
| ---- | -------------- | -------------- | --------- |
| 1    | Fabio Baldato  | Alessio        | 12h01'15" |
| 2    | Michael Skelde | Fakta          | a 5"      |
| 3    | Franck Bouyer  | Brioches La B. | a 6"      |

### 4ª tappa
- 8 febbraio: Alès > La Grande Combe – 150,5 km

| Pos. | Corridore          | Squadra       | Tempo    |
| ---- | ------------------ | ------------- | -------- |
| 1    | Robbie McEwen      | Lotto-Domo    | 3h42'45" |
| 2    | Jaan Kirsipuu      | AG2R          | s.t.     |
| 3    | Jean-Patrick Nazon | Jean Delatour | s.t.     |

| Pos. | Corridore      | Squadra        | Tempo     |
| ---- | -------------- | -------------- | --------- |
| 1    | Fabio Baldato  | Alessio        | 15h45'44" |
| 2    | Michael Skelde | Fakta          | a 5"      |
| 3    | Franck Bouyer  | Brioches La B. | a 6"      |

### 5ª tappa
- 9 febbraio: Branoux-les-Taillades > Bessèges – 148 km

| Pos. | Corridore         | Squadra         | Tempo    |
| ---- | ----------------- | --------------- | -------- |
| 1    | Jaan Kirsipuu     | AG2R            | 3h17'30" |
| 2    | Roger Hammond     | Palmans         | s.t.     |
| 3    | Yuriy Metlushenko | Landbouwkrediet | s.t.     |

| Pos. | Corridore      | Squadra        | Tempo     |
| ---- | -------------- | -------------- | --------- |
| 1    | Fabio Baldato  | Alessio        | 19h01'30" |
| 2    | Michael Skelde | Fakta          | a 5"      |
| 3    | Franck Bouyer  | Brioches La B. | a 6"      |

## Classifiche finali

### Classifica generale
| Pos. | Corridore           | Squadra                 | Tempo     |
| ---- | ------------------- | ----------------------- | --------- |
| 1    | Fabio Baldato       | Alessio                 | 19h01'30" |
| 2    | Michael Skelde      | Team Fakta              | a 5"      |
| 3    | Franck Bouyer       | Brioches La Boulangère  | a 6"      |
| 4    | Staf Scheirlinckx   | Flanders-IteamNova.com  | a 12"     |
| 5    | Jérôme Pineau       | Brioches La Boulangère  | a 1'12"   |
| 6    | Jurgen Van De Walle | Vlaanderen-T Interim    | a 1'14"   |
| 7    | Peter Farazijn      | Cofidis                 | a 1'16"   |
| 8    | Lorenzo Bernucci    | Landbouwkrediet-Colnago | s.t.      |
| 9    | Jérôme Bernard      | Jean Delatour           | s.t.      |
| 10   | Johan Coenen        | Marlux-Wincor Nixdorf   | a 1'44"   |